# Unterseeboot 93 (1940)
Pour les articles homonymes, voir Unterseeboot 93.
Le Unterseeboot 93 (ou U-93) est un sous-marin allemand (U-Boot) de type VII.C construit pour la Kriegsmarine pendant la Seconde Guerre mondiale.

## Construction
L'U-93 est issu du programme 1937-1938 pour une nouvelle classe de sous-marins océaniques. Il est de type VII C lancé entre 1936 et 1940. Construit dans les chantiers de Friedrich Krupp Germaniawerft AG à Kiel, la quille du U-93 est posée le 9 septembre 1939 et il est lancé le 8 juin 1940. L'U-93 entre en service deux mois plus tard.

## Historique
L'U-93 sert à compter du 30 juillet 1940, comme sous-marin d'entrainement, bateau-école, au sein de la 7. Unterseebootsflottille à Kiel.

Le 1er octobre 1940, l'U-93 entre en opérations de combat dans la 7. Unterseebootsflottille à Saint-Nazaire.
Il réalise sa première patrouille de guerre du port de Kristiansand, le 9 octobre 1940, aux ordres du Kapitänleutnant Claus Korth. Au terme de dix-sept jours de mer et de trois navires marchands coulés pour un total de 13 214 tonneaux, le bateau touche la base sous-marine de Saint-Nazaire le 25 octobre 1940.
L'Unterseeboot 93 a effectué un nombre de sept patrouilles dans lesquelles il a coulé huit navires marchands pour un total de 43 392 tonneaux, totalisant 214 jours en mer.
Pour sa septième patrouille, l'U-93 quitte la base sous-marine de Saint-Nazaire le 5 mars 1944 sous les ordres de l'Oberleutnant zur See Horst Elfe. Après vingt-quatre jours de navigation, l'U-93 est coulé le 15 janvier 1942 dans l'Océan Atlantique, à la position géographique de 36° 10′ N, 15° 52′ O, par des charges de profondeur lancées par le destroyer britanniques  HMS Hesperus. 
Six des quarante-six membres d'équipage meurent dans cette attaque. Les quarante sous-mariniers survivants, dont le Commandant, deviennent prisonniers de guerre.

## Affectations
- 7. Unterseebootsflottille à Kiel du 30 juillet au 1er octobre 1940 (entrainement)
- 7. Unterseebootsflottille à Saint-Nazaire du 1er octobre 1940 au 15 janvier 1942 (service actif)

## Commandement
- Kapitänleutnant Claus Korth du 30 juillet 1940 au 30 septembre 1941
- Oberleutnant zur See Horst Elfe du 6 octobre 1941 au 15 janvier 1942

## Patrouilles
|       | Commandant          | Départ           | Départ        | Arrivée          | Arrivée       | Jours     | Succès   |
| ----- | ------------------- | ---------------- | ------------- | ---------------- | ------------- | --------- | -------- |
|       | Oblt. Adolf Oelrich | 5 octobre 1940   | Kiel          | 7 octobre 1940   | Kristiansand  | 3 jours   |          |
| 1     | Kptlt. Claus Korth  | 9 octobre 1940   | Kristiansand  | 25 octobre 1940  | Saint-Nazaire | 17 jours  | 13 214   |
| 2     | Kptlt. Claus Korth  | 7 novembre 1940  | Saint-Nazaire | 29 novembre 1940 | Lorient       | 23 jours  |          |
| 3     | Kptlt. Claus Korth  | 11 janvier 1941  | Lorient       | 14 février 1941  | Lorient       | 35 jours  | 23 943   |
| 4     | Kptlt. Claus Korth  | 3 mai 1941       | Lorient       | 10 juin 1941     | Saint-Nazaire | 39 jours  | 6 235    |
| 5     | Kptlt. Claus Korth  | 12 juillet 1941  | Saint-Nazaire | 21 août 1941     | Saint-Nazaire | 41 jours  |          |
| 6     | Oblt. Horst Elfe    | 18 octobre 1941  | Saint-Nazaire | 21 novembre 1941 | Saint-Nazaire | 35 jours  |          |
| 7     | Oblt. Horst Elfe    | 23 décembre 1941 | Saint-Nazaire | 15 janvier 1942  | Coulé         | 24 jours  |          |
| Total | Total               | Total            | Total         | Total            | Total         | 214 jours | 43 392 t |

Note : Kptlt. = Kapitänleutnant - Oblt.  = Oberleutnant zur See

### Opérations Wolfpack
L'U-93 a opéré avec les Wolfpacks (meutes de loup) durant sa carrière opérationnelle:
- West (8 mai 1941 - 26 mai 1941)
- Süd (22 juillet 1941 - 5 août 1941)
- Schlagetot (23 octobre 1941 - 1er novembre 1941)
- Raubritter ( 1er novembre 1941 - 8 novembre 1941)
- Seydlitz (27 décembre 1941 - 15 janvier 1942)

## Navires coulés
L'Unterseeboot 93 a coulé 8 navires marchands pour un total de 43 392 tonneaux lors de ses 7 patrouilles (214 jours en mer) qu'il effectua.
| Date            | Nom         | Nationalité | Tonnage (GRT) | Fait  |
| --------------- | ----------- | ----------- | ------------- | ----- |
| 15 octobre 1940 | Hurunui     | Royaume-Uni | 9 331         | Coulé |
| 17 octobre 1940 | Dokka       | Norvège     | 1 168         | Coulé |
| 17 octobre 1940 | Uskbridge   | Royaume-Uni | 2 715         | Coulé |
| 29 janvier 1941 | Aikatern    | Grèce       | 4 929         | Coulé |
| 29 janvier 1941 | King Robert | Royaume-Uni | 5 886         | Coulé |
| 29 janvier 1941 | W.B. Walker | Royaume-Uni | 10 468        | Coulé |
| 4 février 1941  | Dione II    | Royaume-Uni | 2 660         | Coulé |
| 21 mai 1941     | Elusa       | Pays-Bas    | 6 235         | Coulé |

### Sources
- (en) Cet article est partiellement ou en totalité issu de l’article de Wikipédia en anglais intitulé « German submarine U-93 (1940) » (voir la liste des auteurs).